# Other Licensed Operators
Other Licensed Operators (OLO) sind in der Telekommunikationsbranche Wettbewerber, die staatlich lizenziert Kommunikationswege (Telefon, Datennetze) betreiben, wie zum Beispiel Deutsche Telekom, Colt Technology Services oder Vodafone. Sie bezeichnen Telekommunikationsunternehmen mit eigenen Netzen, die im Wettbewerb zueinander stehen, aber auch ihre Netze miteinander koppeln (NNI). In Deutschland reguliert die Bundesnetzagentur diesen Markt. Der Begriff Other Licensed Operators und die Abkürzung OLO werden nicht nur in Deutschland, sondern auch anderen Ländern verwendet.  
Nach dem Fall des Post-Monopols in Deutschland (siehe auch Postreform) und mit der Regulierung der Telekommunikationsmärkte Mitte der 1990er Jahre konnten auch privatwirtschaftliche Unternehmen laut Telekommunikationsgesetz Übertragungswege für Telekommunikationsdienstleistungen für die Öffentlichkeit schaffen. Das Bauen und Betreiben dieser Netze war in Deutschland – und auch anderen Ländern, wo dieser Markt für Wettbewerber geöffnet wurde – lizenzpflichtig. Im September 2003 wurde die Lizenzpflicht durch eine Allgemeingenehmigung mit Meldepflicht ersetzt, wobei die bis dahin verteilten Lizenzen Gültigkeit behielten. 